# الان بیرنایس
الان بیرنایس (انگلیسی: Élan Béarnais Pau-Orthez) یک باشگاه بسکتبال حرفه‌ای در فرانسه است.